# Aventuri în epoca de piatră
Familia Flintstone sau Aventuri în epoca de piatră (titlul original în engleză The Flintstones) este un serial american de televiziune de desene animate prezentate de canalul de televiziune ABC și produs de Hanna-Barbera Productions. 
Familia Flintstone este unul dintre cele mai pline seriale de succes de televiziune create vreodată. Inspirat din acțiuni ale serialelor anilor 1950, așa cum ar fi The Honeymooners, The Flintstones se referă la viața de zi cu zi a unui „primitiv”, Fred Flintstone, membru al „clasei muncitoare” din „epoca de piatră”. Aventurile sale zilnice, precum și ale familiei sale, respectiv ale vecinilor și prietenilor lor din casa de alături, alcătuiesc structura și substanța serialului. 
Serialul a fost prezentat în varianta originală de compania de televiziune ABC și a durat între 1960 și 1966. Ulterior, serialul a fost reprogramat de mai multe ori de către Screen Gems, Worldvision Enterprises, Turner Program Services și, respectiv de Warner Bros. Television, care are actualmente dreptul de proprietate al întregii serii. 
Aventura se petrece într-o „Epoca de piatră” care imită la indigo societatea americană a deceniului 1961 - 1970. Totul pare să fie făcut din piatră, inclusiv numele protagoniștilor care sunt cuvinte referitoare la pietre și roci. Aici își are sălașul Fred Flintstone (flintstone = silex) care este căsătorit cu Wilma.  „Câinele” lor este de fapt un dinozaur mov cu pete negre pe nume Dino. Fiica lui Fred Flintstone se numește Pebbles (pebbles = pietricele). Familia Flintstone îi are ca vecini pe Betty și Barney Rubble (rubble = pietre sfărâmate, pietriș), cu care se înțeleg foarte bine. Fiul lor se numește Bamm Bamm Ei locuiesc în Bedrock (bedrock = piatră de bază). Ambele familii sunt puțin trăznite și au diverse aventuri hazlii.
În România, serialul s-a difuzat încă din anii 1970, pe TVR 1 la emisiunile magazin de
week-end si se numeau "Aventuri în Epoca de
piatră" sau "Fred și Barney". Mai târziu, au început să fie difuzate pe Boomerang și Cartoon Network.

## Personaje
- Fred Flintstone - un funcționar, om al peșterilor și singurul care aduce bani în casă în familia Flintstone. Fred Flintstone o iubește pe Wilma, pe Pebbles și popicele, deși asta nu este neapărat ordinea priorităților. Repetând întruna celebrul lui „Yabba-Dabb-Doo!”, Fred Flintstone dă mereu de bucluc împreună cu cel mai bun prieten al său, Barney; și, de obicei, Wilma este cea care trebuie să salveze situația. Porecla lui Fred când joacă popice este „Degețelesprintene”, iar capul familiei Flintstone are obiceiul de-a da cu bâta-n baltă! În engleză, Fred este jucat de Alan Reed și de Daws Butler (doar în episodul pilot).
- Wilma Flintstone - o casnică hotărâtă, o femeie de peșteră și inima familiei Flintstone. Poate că alte soții din epoca de piatră se plictisesc, dar avându-l pe Fred în preajmă, Wilma știe că n-o să fie liniște prea multă vreme. Wilma Flintstone are o răbdare de fier, dar știe când să întoarcă spre Fred o față dură ca piatra pentru ca lucrurile să nu scape de sub control în familia Flintstone! În engleză, Wilma este jucată de Jean Vander Pyl (și în episodul pilot).
- Betty Rubble - vecina cea amabilă a familiei Flintstone. Soția lui Barney, Betty, este foarte mândră de peștera și de familia sa și este incredibil de răbdătoare atunci când Barney se trezește amestecat în trăsnăile familiei Flintstone. Dar când se alătură acestora, ea poate cauza la fel de multe probleme ca soțul ei! În engleză, Betty este jucată de Gerry Johnson (sezoanele 5-6), de Bea Benaderet (sezoanele 1-4), și de June Foray (doar în episodul pilot).
- Barney Rubble - vecinul inimos, dar mai puțin deștept al familiei Flintstone. Barney locuiește peste drum de familia Flintstone, alături de soția sa Betty și de băiețelul lor Bamm Bamm. El este partenerul nesăbuit de năzbâtii al lui Fred, dar spre deosebire de capul familiei Flintstone, Barney vede adesea că urmează să dea de probleme, atâta doar că nu reușește să-l facă pe Fred să le evite! În engleză, Barney este jucat de Mel Blanc și de Daws Butler (în episodul pilot și episoadele 1, 2, 5, 6 și 9 din sezonul 2).

- Pebbles Flintstone - o copilă preistorică fericită, sănătosă, mândria și bucuria familiei Flintstone. Fred Flintstone este fermecat de drăgălășenia fiicei sale, care poate obține orice de la el. Din fericire, a moștenit și ceva rațiune de la Wilma! În engleză, Pebbles este jucată de Jean Vander Pyl.
- Bamm Bamm Rubble - fiul adoptiv al vecinilor familiei Flintstone, Barney și Betty Rubble. Bamm Bamm este cel mai puternic bebeluș din lume și îl poate arunca pe Fred Flintstone tocmai în curte. Îi place să se joace cu Pebbles Flintstone și își ajută părinții ridicând mobilierul; Bamm Bamm este bebelușul dur din desenele Familia Flintstone! În engleză, Bamm Bamm este jucat de Don Messick.
- Dino - dinozaurul de companie gălăgios al familiei Flintstone. Fred l-a luat ca să păzească casa familiei Flintstone, dar gălăgiosul Dino preferă să doarmă pe patul stăpânului decât să facă de pază noaptea. Dino îl trântește la pământ pe Fred Flintstone de fiecare dată când se întoarce de la lucru, apoi îl ține treaz noaptea cu gălăgia lui! În engleză, Dino este jucat de Mel Blanc.
- Hoppy - Hoppy este animalul de casă al familiei Rubble, un cangur verde. Acesta îi duce mereu în marsupiu la plimbare pe Pebbles și Bammm Bamm! În engleză, Hoppy este jucat de Don Messick.
- Domnul George Slate - Domnul Slate este șeful lui Fred! În engleză, Slate este jucat de John Stephenson.

## Episoade
Sezonul 6 nu a fost difuzat dublat în română, din motive necunoscute.
| N/o       | Titlu român                                | Titlu englez                                             |
| --------- | ------------------------------------------ | -------------------------------------------------------- |
|           |                                            |                                                          |
| PILOT     |                                            |                                                          |
|           |                                            |                                                          |
| 000       | -                                          | Pilot                                                    |
|           |                                            |                                                          |
| SEZONUL 1 |                                            |                                                          |
|           |                                            |                                                          |
| 001       | Zburătorul Flintstone                      | The Flintstone Flyer                                     |
|           |                                            |                                                          |
| 002       | Buze fierbinți Hannigan                    | Hot Lips Hannigan                                        |
|           |                                            |                                                          |
| 003       | Piscina                                    | The Swimming Pool                                        |
|           |                                            |                                                          |
| 004       | N-am nevoie de ajutor                      | No Help Wanted                                           |
|           |                                            |                                                          |
| 005       | Personalitate multiplă                     | The Split Personality                                    |
|           |                                            |                                                          |
| 006       | Monstrul din mlaștină                      | The Monster from the Tar Pits                            |
|           |                                            |                                                          |
| 007       | Domnii dădace                              | The Babysitters                                          |
|           |                                            |                                                          |
| 008       | La curse                                   | At the Races                                             |
|           |                                            |                                                          |
| 009       | Inelul de logodnă                          | The Engagement Ring                                      |
|           |                                            |                                                          |
| 010       | Hollyrock, pregătește-te!                  | Hollyrock, Here I Come                                   |
|           |                                            |                                                          |
| 011       | Campion la golf                            | The Golf Champion                                        |
|           |                                            |                                                          |
| 012       | Biletul confuziei                          | The Sweepstakes Ticket                                   |
|           |                                            |                                                          |
| 013       | Restaurantul auto                          | The Drive-in                                             |
|           |                                            |                                                          |
| 014       | Hoțul                                      | The Prowler                                              |
|           |                                            |                                                          |
| 015       | Cu fetele în oraș                          | The Girls Night Out                                      |
|           |                                            |                                                          |
| 016       | Școala de dans                             | Arthur Quarry’s Dance Class                              |
|           |                                            |                                                          |
| 017       | Bandiții                                   | The Big Bank Robbery                                     |
|           |                                            |                                                          |
| 018       | Snorkozaurul                               | The Snorkasaurus Hunter                                  |
|           |                                            |                                                          |
| 019       | Un pian furat                              | The Hot Piano                                            |
|           |                                            |                                                          |
| 020       | Hipnotizatorul                             | The Hypnotist                                            |
|           |                                            |                                                          |
| 021       | Scrisori de dragoste cu gheață             | Love Letters on the Rocks                                |
|           |                                            |                                                          |
| 022       | Mahărul                                    | The Tycoon                                               |
|           |                                            |                                                          |
| 023       | Astronauții                                | The Astra’ Nuts                                          |
|           |                                            |                                                          |
| 024       | Marele weekend                             | The Long, Long Weekend                                   |
|           |                                            |                                                          |
| 025       | Gologani mulți                             | In the Dough                                             |
|           |                                            |                                                          |
| 026       | Cercetașul                                 | The Good Scout                                           |
|           |                                            |                                                          |
| 027       | Cameră de închiriat                        | Rooms for Rent                                           |
|           |                                            |                                                          |
| 028       | Fred, înainte și după                      | Fred Flintstone: Before and After                        |
|           |                                            |                                                          |
| SEZONUL 2 |                                            |                                                          |
|           |                                            |                                                          |
| 029       | Compozitorii                               | The Hit Song Writers                                     |
|           |                                            |                                                          |
| 030       | Hopa sus, Flintstone                       | Droop Along Flintstone                                   |
|           |                                            |                                                          |
| 031       | Autobuzul dispărut                         | The Missing Bus                                          |
|           |                                            |                                                          |
| 032       | Alvin Brickrock prezintă                   | Alvin Brickrock Presents                                 |
|           |                                            |                                                          |
| 033       | Fred Flintstone pețește din nou            | Fred Flintstone Woos Again                               |
|           |                                            |                                                          |
| 034       | Întâlnire cu Rock Quarry                   | The Rock Quarry Story                                    |
|           |                                            |                                                          |
| 035       | Ușor impresionați                          | The Soft Touchables                                      |
|           |                                            |                                                          |
| 036       | Flintstone la Prinstone                    | Flintstone of Prinstone                                  |
|           |                                            |                                                          |
| 037       | O minciună nevinovată                      | The Little White Lie                                     |
|           |                                            |                                                          |
| 038       | Urcare socială                             | Social Climbers                                          |
|           |                                            |                                                          |
| 039       | Concurs de frumusețe                       | The Beauty Contest                                       |
|           |                                            |                                                          |
| 040       | Balul mascat                               | The Masquerade Ball                                      |
|           |                                            |                                                          |
| 041       | La picnic                                  | The Picnic                                               |
|           |                                            |                                                          |
| 042       | Musafirul                                  | The House Guest                                          |
|           |                                            |                                                          |
| 043       | Povestea radiografiei                      | The X-Ray Story                                          |
|           |                                            |                                                          |
| 044       | Pariorul                                   | The Gambler                                              |
|           |                                            |                                                          |
| 045       | S-a născut o stea                          | A Star is Almost Born                                    |
|           |                                            |                                                          |
| 046       | Neînțelegerea                              | The Entertainer                                          |
|           |                                            |                                                          |
| 047       | Banii spălați ai Wilmei                    | Wilma’s Vanishing Money                                  |
|           |                                            |                                                          |
| 048       | Cearta și împăcarea                        | Feudin’ and Fussin’                                      |
|           |                                            |                                                          |
| 049       | Farsorul neinspirat                        | Impractical Joker                                        |
|           |                                            |                                                          |
| 050       | Operațiunea Barney                         | Operation Barney                                         |
|           |                                            |                                                          |
| 051       | Gospodina fericită                         | The Happy Household                                      |
|           |                                            |                                                          |
| 052       | Fred lovește afară                         | Fred Strikes Out                                         |
|           |                                            |                                                          |
| 053       | Acesta este salvatorul tău                 | This is Your Lifesaver                                   |
|           |                                            |                                                          |
| 054       | Probleme în lege                           | Trouble-In-Law                                           |
|           |                                            |                                                          |
| 055       | A sosit poștașul                           | The Mailman Cometh                                       |
|           |                                            |                                                          |
| 056       | Povestea din Vegasul Stâncos               | The Rock Vegas Caper                                     |
|           |                                            |                                                          |
| 057       | Vreau să navighez                          | Divided We Sail                                          |
|           |                                            |                                                          |
| 058       | Cleptomanul poznaș                         | Kleptomaniac Caper                                       |
|           |                                            |                                                          |
| 059       | Iubitor latin                              | Latin Lover                                              |
|           |                                            |                                                          |
| 060       | Dați-mi și mie mingea                      | Take Me Out to the Ball Game                             |
|           |                                            |                                                          |
| SEZONUL 3 |                                            |                                                          |
|           |                                            |                                                          |
| 061       | Dino merge la Hollyrock                    | Dino Goes Hollyrock                                      |
|           |                                            |                                                          |
| 062       | Barney, șeful lui Fred                     | Fred’s New Boss                                          |
|           |                                            |                                                          |
| 063       | Invizibilul Barney                         | Barney The Invisible                                     |
|           |                                            |                                                          |
| 064       | Fred la balet                              | The Bowling Ballet                                       |
|           |                                            |                                                          |
| 065       | Barney cântărețul                          | The Twitch                                               |
|           |                                            |                                                          |
| 066       | La munte                                   | Here’s Snow in Your Eyes                                 |
|           |                                            |                                                          |
| 067       | Convenția bivolilor                        | The Buffalo Convention                                   |
|           |                                            |                                                          |
| 068       | Micuțul străin                             | The Little Stranger                                      |
|           |                                            |                                                          |
| 069       | Micuțul Barney                             | Baby Barney                                              |
|           |                                            |                                                          |
| 070       | Escapada hawaiiană                         | Hawaiian Escapade                                        |
|           |                                            |                                                          |
| 071       | Ziua femeilor                              | Ladies’ Day                                              |
|           |                                            |                                                          |
| 072       | Adevărul gol goluț                         | Nuttin’ But the Tooth                                    |
|           |                                            |                                                          |
| 073       | Liceanul Fred                              | High School Fred                                         |
|           |                                            |                                                          |
| 074       | Asigurarea de viață                        | Dial S for Suspicion                                     |
|           |                                            |                                                          |
| 075       | Fred fotograful                            | Flash Gun Freddie                                        |
|           |                                            |                                                          |
| 076       | Hoțul pupăcios                             | The Kissing Burglar                                      |
|           |                                            |                                                          |
| 077       | Wilma menajera                             | Wilma, the Maid                                          |
|           |                                            |                                                          |
| 078       | Eroul Fred                                 | The Hero                                                 |
|           |                                            |                                                          |
| 079       | Surpriza                                   | The Surprise                                             |
|           |                                            |                                                          |
| 080       | Mama soacră în vizită                      | Mother-In-Law’s Visit                                    |
|           |                                            |                                                          |
| 081       | Caut menajeră                              | Foxy Grandma                                             |
|           |                                            |                                                          |
| 082       | Noua slujbă a lui Fred                     | Fred’s New Job                                           |
|           |                                            |                                                          |
| 083       | Un eveniment fericit                       | The Blessed Event                                        |
|           |                                            |                                                          |
| 084       | Ține-o tot așa, dădacă Freddie             | Carry On, Nurse Fred                                     |
|           |                                            |                                                          |
| 085       | Barney ventrilocul                         | Ventriloquist Barney                                     |
|           |                                            |                                                          |
| 086       | Marea mutare                               | The Big Move                                             |
|           |                                            |                                                          |
| 087       | Vizitatorii din Suedia                     | Swedish Visitors                                         |
|           |                                            |                                                          |
| 088       | Ziua de naștere                            | The Birthday Party                                       |
|           |                                            |                                                          |
| SEZONUL 4 |                                            |                                                          |
|           |                                            |                                                          |
| 089       | Prezintă Ann-Margrock                      | Ann Margrock Presents                                    |
|           |                                            |                                                          |
| 090       | Spaima măritișului                         | Groom Gloom                                              |
|           |                                            |                                                          |
| 091       | Micuțul Bamm-Bamm                          | Little Bamm-Bamm                                         |
|           |                                            |                                                          |
| 092       | Dino dispare                               | Dino Disappears                                          |
|           |                                            |                                                          |
| 093       | Ochelarii lui Fred                         | Fred’s Monkeyshines                                      |
|           |                                            |                                                          |
| 094       | Fred se comportă ciudat                    | The Flintstone Canaries                                  |
|           |                                            |                                                          |
| 095       | Fred și Barney se lipesc                   | Glue for Two                                             |
|           |                                            |                                                          |
| 096       | Fred în liga cea mare de baseball          | Big League Freddie                                       |
|           |                                            |                                                          |
| 097       | Betty cea bătrână                          | Old Lady Betty                                           |
|           |                                            |                                                          |
| 098       | Sub hipnoză                                | Sleep On, Sweet Fred                                     |
|           |                                            |                                                          |
| 099       | Pebbles cleptomana                         | Kleptomaniac Pebbles                                     |
|           |                                            |                                                          |
| 100       | Pebbles intră într-un concurs de frumusețe | Daddy’s Little Beauty                                    |
|           |                                            |                                                          |
| 101       | Tătici anonimi                             | Daddies Anonymous                                        |
|           |                                            |                                                          |
| 102       | Camera ascunsă                             | Peek-a-Boo Camera                                        |
|           |                                            |                                                          |
| 103       | A fost odată un laș                        | Once Upon a Coward                                       |
|           |                                            |                                                          |
| 104       | Zece Flintstoni mititei                    | Ten Little Flintstones                                   |
|           |                                            |                                                          |
| 105       | Fred El Terrifico                          | Fred El Terrifico                                        |
|           |                                            |                                                          |
| 106       | Mocofanii din Bedrock                      | Bedrock Hillbillies                                      |
|           |                                            |                                                          |
| 107       | Flintstone și leul                         | Flintstone and the Lion                                  |
|           |                                            |                                                          |
| 108       | Cercetași la petrecere                     | Cave Scout Jamboree                                      |
|           |                                            |                                                          |
| 109       | O cameră pentru doi                        | Room for Two                                             |
|           |                                            |                                                          |
| 110       | Seara fetelor la convenție                 | Ladies’ Night at the Lodge                               |
|           |                                            |                                                          |
| 111       | Probleme la filmare                        | Reel Trouble                                             |
|           |                                            |                                                          |
| 112       | Fiul lui Rockzilla                         | Son of Rockzilla                                         |
|           |                                            |                                                          |
| 113       | Gata cu burlăcia                           | Bachelor Daze                                            |
|           |                                            |                                                          |
| 114       | Operațiunea schimbarea                     | Operation Switchover                                     |
|           |                                            |                                                          |
| SEZONUL 5 |                                            |                                                          |
|           |                                            |                                                          |
| 115       | Cangurozaurul erou                         | Hop Happy                                                |
|           |                                            |                                                          |
| 116       | Monstrul Fred                              | Monster Fred                                             |
|           |                                            |                                                          |
| 117       | Micuțul Fred                               | Itty Biddy Freddy                                        |
|           |                                            |                                                          |
| 118       | Petrecerea lui Pebbles                     | Pebbles’s Birthday Party                                 |
|           |                                            |                                                          |
| 119       | Rodeo în Bedrock                           | Bedrock Rodeo Round-Up                                   |
|           |                                            |                                                          |
| 120       | Povestea Cenușăresei                       | Cinderella Stone                                         |
|           |                                            |                                                          |
| 121       | Casa bântuită                              | A Haunted House is Not a Home                            |
|           |                                            |                                                          |
| 122       | Doctor Sinistru                            | Dr. Sinister                                             |
|           |                                            |                                                          |
| 123       | Familia Gruesome                           | The Gruesomes                                            |
|           |                                            |                                                          |
| 124       | Cel mai frumos copil din Bedrock           | The Most Beautiful Baby in Bedrock                       |
|           |                                            |                                                          |
| 125       | Dino și Julieta                            | Dino and Juliet                                          |
|           |                                            |                                                          |
| 126       | Rege pentru o noapte                       | King for a Night                                         |
|           |                                            |                                                          |
| 127       | Indianrockolis                             | Indianrockolis 500                                       |
|           |                                            |                                                          |
| 128       | Adobe Dick                                 | Adobe Dick                                               |
|           |                                            |                                                          |
| 129       | Un Crăciun cu familia Flintstone           | Christmas Flintstone                                     |
|           |                                            |                                                          |
| 130       | Fred și lecțiile de zbor                   | Fred’s Flying Lesson                                     |
|           |                                            |                                                          |
| 131       | A doua mașină a lui Fred                   | Fred’s Second Car                                        |
|           |                                            |                                                          |
| 132       | Mașina timpului                            | Time Machine                                             |
|           |                                            |                                                          |
| 133       | Familia Hatrock și familia Gruesome        | The Hatrocks and the Gruesomes                           |
|           |                                            |                                                          |
| 134       | A doua slujbă la întreținere               | Moonlight and Maintenance                                |
|           |                                            |                                                          |
| 135       | Șerif pentru o zi                          | Sheriff for a Day                                        |
|           |                                            |                                                          |
| 136       | Inima Texarockului                         | Deep in the Heart of Texarock                            |
|           |                                            |                                                          |
| 137       | Pozna pietrelor                            | The Rolls Rock Caper                                     |
|           |                                            |                                                          |
| 138       | Superstone                                 | Superstone                                               |
|           |                                            |                                                          |
| 139       | Fred și Hercurock                          | Fred Meets Hercurock                                     |
|           |                                            |                                                          |
| 140       | Fred Flintstone la plajă                   | Surfin’ Fred                                             |
|           |                                            |                                                          |
| SEZONUL 6 |                                            |                                                          |
|           |                                            |                                                          |
| 141       |                                            | No Biz Like Show Biz                                     |
|           |                                            |                                                          |
| 142       |                                            | The House that Fred Built                                |
|           |                                            |                                                          |
| 143       |                                            | The Return of Stony Curtis                               |
|           |                                            |                                                          |
| 144       |                                            | Disorder in the Court                                    |
|           |                                            |                                                          |
| 145       |                                            | Circus Business                                          |
|           |                                            |                                                          |
| 146       |                                            | Samantha                                                 |
|           |                                            |                                                          |
| 147       |                                            | The Great Gazoo                                          |
|           |                                            |                                                          |
| 148       |                                            | Rip Van Flintstone                                       |
|           |                                            |                                                          |
| 149       |                                            | The Gravelberry Pie King                                 |
|           |                                            |                                                          |
| 150       |                                            | The Stonefinger Caper                                    |
|           |                                            |                                                          |
| 151       |                                            | The Masquerade Party                                     |
|           |                                            |                                                          |
| 152       |                                            | Shinrock-A-Go-Go                                         |
|           |                                            |                                                          |
| 153       |                                            | Royal Rubble                                             |
|           |                                            |                                                          |
| 154       |                                            | Seeing Doubles                                           |
|           |                                            |                                                          |
| 155       |                                            | How to Pick a Fight With Your Wife Without Really Trying |
|           |                                            |                                                          |
| 156       |                                            | Fred Goes Ape                                            |
|           |                                            |                                                          |
| 157       |                                            | The Long, Long, Long Weekend                             |
|           |                                            |                                                          |
| 158       |                                            | Two Men on a Dinosaur                                    |
|           |                                            |                                                          |
| 159       |                                            | The Treasure of Sierra Madrock                           |
|           |                                            |                                                          |
| 160       |                                            | Curtain Call at Bedrock                                  |
|           |                                            |                                                          |
| 161       |                                            | Boss for a Day                                           |
|           |                                            |                                                          |
| 162       |                                            | Fred’s Island                                            |
|           |                                            |                                                          |
| 163       |                                            | Jealousy                                                 |
|           |                                            |                                                          |
| 164       |                                            | Dripper                                                  |
|           |                                            |                                                          |
| 165       |                                            | My Fair Freddy                                           |
|           |                                            |                                                          |
| 166       |                                            | The Story of Rocky’s Raiders                             |
|           |                                            |                                                          |

## Filme și seriile de televiziune ulterioare
În urma anulării spectacolului în 1966, a fost creat un film bazat pe seria. Omul numit Flintstone a fost un cocoș muzical spion care a parodiat James Bond și alți agenți secreți. Filmul a fost lansat în teatre în 3 august 1966, de Columbia Pictures. A fost lansat pe DVD în Canada în martie 2005 și în Statele Unite în decembrie 2008.
Spectacolul a fost reînviat la începutul anilor '70, când Pebbles și Bamm-Bamm au fost făcuți adolescenți și câteva serii diferite și filme făcute pentru televiziune (difuzate în principal în dimineața zilei de sâmbătă, cu câteva afișate în primăvară); inclusiv o serie care-i descrie pe Fred și pe Barney ca ofițeri de poliție, un altul care descrie personajele ca și copii și totuși alții cu Fred și Barney întâmpinând supereroul Marvel Comics The Thing și personajul benzi desenate The Shmoo - Spectacolul original a fost, de asemenea, adaptat într-un film live de acțiune din 1994 și un prequel, The Flintstones în Viva Rock Vegas, care a urmat în 2000. Spre deosebire de sora sa de spectacol Jetsons (cele două spectacole au apărut într-un film realizat pentru TV crossover în 1987), programele de renaștere nu au fost larg sindicalizate sau reluate alături de seria originală.

### Seriale de televiziune
- The Pebbles and Bamm-Bamm Show (1971–72) (un sezon)
- The Flintstone Comedy Hour (1972–73) (un sezon)
- The Flintstone Comedy Show (1973–74) (serial de compilații)
- Fred Flintstone and Friends (1977–78) (serial de compilații)
- The New Fred and Barney Show (1979) (un sezon)
- Fred and Barney Meet The Thing (1979) (un sezon)
- Fred and Barney Meet the Shmoo (1979–80) (un sezon)
- The Flintstone Comedy Show (1980–82) (două sezoane)
- The Flintstone Funnies (1982–84) (serial de compilații)
- The Flintstone Kids (1986–88) (două sezoane)
- What a Cartoon! – featuring Dino: Stay Out! (1995) și Dino: The Great Egg-Scape (1997)
- Cave Kids (1996) (un sezon)
- Yabba Dabba Dinosaurs!
- The Flintstones Adult Reboot

### Film animat teatral
- The Man Called Flintstone (1966, lansat de Columbia Pictures)

### Episoade speciale
- The Flintstones on Ice (1973)
- A Flintstone Christmas (1977)
- The Flintstones: Little Big League (1978)
- The Flintstones' New Neighbors (1980)
- The Flintstones Meet Rockula and Frankenstone (1980)
- The Flintstones: Fred's Final Fling (1980)
- The Flintstones: Wind-Up Wilma (1981)
- The Flintstones: Jogging Fever (1981)
- The Flintstones' 25th Anniversary Celebration (1986)
- The Flintstone Kids' "Just Say No" Special (1988)
- Hanna-Barbera's 50th: A Yabba Dabba Doo Celebration (1989)
- A Flintstone Family Christmas (1993)

### Filme de televiziune
- The Jetsons Meet the Flintstones (1987)
- I Yabba-Dabba Do! (1993)
- Hollyrock-a-Bye Baby (1993)
- A Flintstones Christmas Carol (1994)
- The Flintstones: On the Rocks (2001)

### Filme educaționale
- Energy: A National Issue (1977)
- Hanna-Barbera Educational Filmstrips
  - Bamm-Bamm: Term Paper (1978)
  - Bamm-Bamm: Information Please (1979)
  - Flintstones: A Weighty Problem (1980)
  - Flintstones: Fire Alarm (1980)
  - Flintstones: Fire Escape (1980)
  - Flintstones: Driving Guide (1980)

### Filme live-action
- The Flintstones (1994)
- The Flintstones in Viva Rock Vegas (2000)

### Filme direct-pe-video
- The Flintstones & WWE: Stone Age SmackDown! (2015)

### Alte medii
Pentru o listă de DVD-uri, jocuri video, benzi desenate și versiuni VHS, consultați Lista media The Flintstones.

### Reboot-ul anulat
În 2011, a fost anunțat că producătorul Family Guy, Seth MacFarlane, va revigora The Flintstones pentru rețeaua Fox, primul episod urma să se difuzeze în 2013. După ce președintele Fox Entertainment, Kevin Reilly, a citit scenariul pilot a zis că "i-a plăcut, dar nu l-a iubit", așa că MacFarlane a ales să renunțe la proiect, in loc să-l reînceapă.

### Următorul film de animație
În 2014, a fost anunțat că Warner Bros. dezvoltă un film de animație alături de Chris Henchy, Will Ferrell și Adam McKay, ca să scrie scenariul pentru proiect. Ferrell și McKay ar fi, de asemenea, producători executivi. În 2018, s-a confirmat că proiectul este încă în curs de dezvoltare, dar în prezent nu se știe dacă membrii echipajului ar mai fi implicați.

### Noul reboot
A fost anunțat că o nouă serie de repornire a Flintstones, adresată unui public adult, este în curs de dezvoltare de către Elizabeth Banks și compania de producție Brownstone Productions.